# カワディMAX
カワディMAX（かわでぃまっくす）は、（本名及び生年月日未公表）愛知県名古屋市出身の男性漫画家兼挿絵画家。埼玉県内に漫画制作事務所と住居を構える。主に男性向けの成人向け漫画にて鬼畜系の作品を発表している。

## 作風
- 作風は、主に架空の女性(少女や成人)を題材にした救い様の無い陰湿な展開や世界が含まれる(短編や長編)ストーリー漫画やナンセンスなギャグ漫画の表現を大胆に取り入れた鬼畜系漫画等々、シームレスに作品を展開すると言う点でも異色の存在である。近年では、ウェブ漫画や一般商業誌にも進出している。

## 経歴
- ㈱ティーアイネット発行の成年漫画雑誌『バスターコミック』9月号（2007年8月発刊）に採用された「コロちゃん」が、商業誌初掲載。
- 2008年7月に開設された公式webサイト[1]では2007年以前の過去経歴が開示されていない為、デビュー作及びデビュー年は現在のところ不明であるが[2]、公式webサイトでは単行本は2006年1月の『犬少女』から発売・発表されているとされている。主に女子小学生や女子中学生を主人公にした鬼畜系の作品を多く描く[2]。
- その作品の内容は、1話完結や短編の鬼畜ギャグ漫画が多く、拷問や調教等のシビアなストーリーの途中にユニークなキャラクター性を持った登場人物の行動や発言等、主人公すら巻き込んでしまうギャグのシーンを展開してしまう事を鬼畜系ジャンルの漫画に持ち込んだものである。
- 全編に亘ってシリアスなストーリーの作品も存在し、一部の作品には陵辱や精神障害等の陰鬱なものやタブーとされるものが見られるため、読み手側に嫌悪感やトラウマを与えるような作品もある（代表作の『コロちゃん』など）。かつての作品は、主人公の少女が報われない内容が殆どを占めていたが、近年の作品では時折突拍子もないギャグを織り交ぜたり、シュールなギャグ漫画を思わせる内容も描いている。
- 一般商業誌への進出後は、性的描写を多く含む成人漫画のジャンルから撤退したことを自身のtwitter上で述べている。

## 作品リスト

### 月刊誌連載作品
- やったねたえちゃん!（『コミックフラッパー』2019年12月号（11月5日発売） - 2021年12月号（12月5日発売））

### 電子書籍連載作品
- 受付嬢の机の下に潜り込んでみたら…（まんが王国 、めちゃコミックニ）　第1話~第5話
- 不死身転生〜クズだけど再生チートで無双します〜（コミックウォーカー 、ニコニコ静画）
- あやつり学園（アムタス、めちゃコミック）
- 特定犯 ～ストーカー女に住所がバレました～（コミックシーモア、Comic RiSky、LINEマンガ）　第1話~第6話
- 娘、配信します。〜子供を晒す毒親たち〜（コミックシーモア、Comic RiSky、LINEマンガ）　Case1 結衣（1~4話）、Case2 莉音（5~7話）、Case3 真耶（8話）、Case4 依織（9~12話）、Case5 真保（13~18話）、Case6 美紗緒（19~22話）、Case7 梅谷奈央（22~24話）、Case8 瑠奈（25~26話）

### 単行本作品
発行日は作者の公式webサイトに従ったが、単行本奥付とは1か月程度食い違いのある場合がある。
- 一水社
  - 『犬少女』 - 2006年10月
  - 『少女無惨』 - 2007年5月
  - 『少女奴隷スクール』 - 2008年3月。全6話収録のうち、4話は全寮制の学校で少女たちが連日強姦・輪姦され続ける連作『少女奴隷スクール』を収録。他に、実母に棄てられた孤児の少女たえちゃんが引き取られた親戚の伯父に性的虐待を受け続けるカワディMAX最大の問題作にして代表作の『コロちゃん』と『身がわり』を収録。
  - 『穴少女』 - 2009年1月 全7話収録の内5話は山奥の辺境の村で、村の男たちの性奴隷として輪姦され続ける少女の物語『穴少女』。
  - 『ズタボロ娘』 - 2009年11月
  - 『少女プリズン』 - 2010年6月 更生施設に収監された少女たちが非道な職員によって針責めなどで強姦・陵辱され続ける連作『少女プリズン』5話のほか『そして少女は帰らない』。
  - 『少女嬲り』 - 2011年1月
  - 『輪姦され娘』 - 2011年7月

- オークス
  - 『ロリ痛!』 - 2011年12月

- XOゲームコミックス
  - ロリ蹂躙の宴〜少女監禁凌辱傑作選〜 - 2010年07月、アンソロジーコミックへの参加。

### 短編作品
これらの他、2007年以前の作品が存在する。
| - お嬢様はオナニー奴隷 - 輪姦の泉 - コロちゃん - 茶道少女凌辱茶会 - 露出罠 - 淫獄の少女たち - ゲリラ豪雨姦 - スクール水着で閉じこめて - はきだめに少女 - 地下室のアイドル - 少年娘 - 傷だらけの少女たち - ちびっこミルク - 少女体液愛好会 - 女児パンツ凌辱遊戯 - 女体盛り小娘 - そして少女は帰らない-少女監禁録- - フォトレイプ - ランドセル - 子供 - お姉さまもうゆるして! - にょたモルフォーゼ - 家政婦はショタ - イク年狂う年 - 長距離走者の鬼畜 - 縛リータ - 雪合戦イキ合戦 - 河童の川流れいぷ! - デンジャラスク水 - ゲリラ豪雨姦 - チン霊スポット |